# Iwan Aksienczuk
Iwan Siemionowicz Aksienczuk (ros. Ива́н Сем́ёнович Аксенчу́к; ur. 1917; zm. 1999 w Moskwie) – radziecki reżyser filmów animowanych oraz animator. Ludowy Artysta RFSRR (1991).
Został pochowany na Cmentarzu Nikoło-Archangielskim pod Moskwą.

## Wybrana filmografia

### Reżyseria
- 1972: Oraz elektryfikacja
- 1979: Kopciuszek
- 1982: Czyste źródło

### Animator
- 1948: Mistrz narciarski

## Odznaczenia
- 1979: Zasłużony Działacz Sztuk RFSRR
- 1991: Ludowy Artysta RFSRR
- Order Wojny Ojczyźnianej II klasy
- Order Sławy III klasy
- Order „Znak Honoru”
- Medal „Za Odwagę”
- Medal „Za wyzwolenie Warszawy”
- Medal „Za zdobycie Berlina”

i inne.